# Кожонек (Сілезьке воєводство)
Кожонек (пол. Korzonek) — село в Польщі, у гміні Конописька Ченстоховського повіту Сілезького воєводства.
Населення — 364 особи (2011).

## Демографія
Демографічна структура станом на 31 березня 2011 року:
|          | Загалом | Допрацездатний вік | Працездатний вік | Постпрацездатний вік |
| -------- | ------- | ------------------ | ---------------- | -------------------- |
| Чоловіки | 170     | 35                 | 115              | 20                   |
| Жінки    | 194     | 37                 | 104              | 53                   |
| Разом    | 364     | 72                 | 219              | 73                   |